# محمد کامارا (بازیکن فوتبال، زاده مارس ۲۰۰۰)
محمد کامارا (انگلیسی: Mohamed Camara؛ زادهٔ ۱۶ مارس ۲۰۰۰) بازیکن فوتبال اهل گینه است.
وی همچنین در تیم‌های ملی فوتبال زیر ۱۷ سال گینه و گینه بازی کرده است.